# Dayah Kp. Pisang
Dayah Kp. Pisang is een bestuurslaag in het regentschap Pidie van de provincie Atjeh, Indonesië. Dayah Kp. Pisang telt 519 inwoners (volkstelling 2010).